# Die Jagd nach dem Bernsteinzimmer
Die Jagd nach dem Bernsteinzimmer ist ein deutscher Abenteuerfilm aus dem Jahr 2012 von Florian Baxmeyer. Er ist der dritte Film einer Reihe, die mit Die Jagd nach dem Schatz der Nibelungen begann und mit Die Jagd nach der Heiligen Lanze fortgesetzt wurde.

## Handlung
Bei der Suche nach einem verlorenen Artefakt in den Küstendünen vor Sankt Peter-Ording wird der Schatzsucher Eik Meiers angeschossen und schwer verletzt. Als er im Krankenhaus wieder zu sich kommt, leidet er an Amnesie und kann sich an die vergangenen zwölf Jahre nicht mehr erinnern. Nicht einmal mehr seine Frau Katharina und seinen Freund Justus erkennt er wieder, nur an seine Tochter Kriemhild, genannt Krimi, kann er sich noch als sechsjähriges Mädchen erinnern. 
Gemeinsam versuchen sie Eiks letzte Schritte zu rekonstruieren. Offenbar war Eik kurz davor, das legendäre Bernsteinzimmer zu entdecken. Bei seiner Suche wurde Eik von der Archäobotanikerin Mila Marglund begleitet, die sich als Urenkelin von Albert Einstein herausstellt. Einstein kehrte 1944 aus seinem Exil in den USA nach Deutschland zurück, wo er mit einigen Unterstützern das Bernsteinzimmer an einem geheimen Ort vor den Nazis versteckte, da diese hinter das Geheimnis des Bernsteinzimmers kamen, was ihre Soldaten praktisch unverwundbar gemacht hätte. 
Beim Geheimnis des Bernsteinzimmers handelt es sich um die Samen der ausgestorbenen Allheilpflanze Silphium, welche seit Jahrtausenden im Bernstein eingeschlossen sind. Der Wirkstoff der Pflanze soll selbst tödlich Verletzte oder unheilbar Kranke wieder gesund machen können. Zeitgleich versucht der skrupellose Vorstandschef eines Pharmakonzerns, Jan van Hassel, das Silphium in seinen Besitz zu bringen, da er ein Milliardengeschäft wittert, wenn er den Wirkstoff ans Militär verkauft. Dabei schreckt er auch nicht davor zurück, die Schatzsucher von zwei Auftragsmördern verfolgen zu lassen. 
Die ersten Hinweise auf den Verbleib des Bernsteinzimmers erhalten die Schatzsucher um Eik über einen alten Film, in dem Einstein zu sehen ist, eine Bernsteinkette, die Eik damals gefunden hatte, und einen von Einstein weiterentwickelten Kreiselkompass. Dies führt sie schließlich zum Völkerschlachtdenkmal, dessen Bau auf eine Initiative von Clemens Thieme zurückgeht. Thieme war zusammen mit Einstein in dem alten Film zu sehen. Ein Lichtstrahl, den sie im Denkmal erzeugen, führt die Abenteurer zum Grab eines Verwandten des Physikers Otto von Guericke, das sie erst öffnen können, als sie sich an dessen Vakuum-Experiment erinnern. Im Grab finden sie eine Enigma-Verschlüsselungsmaschine.
Da Milas Zuneigung von Eik nicht erwidert wird und es ihm nur um das Bernsteinzimmer geht, arbeitet sie nun mit van Hassel zusammen, der ihr im Gegenzug zusagt, als Entdeckerin des Silphiums genannt zu werden. Zeichen auf der Enigma-Maschine entpuppen sich als Luftfahrzeugkennzeichen einer Junkers Ju 52/3m. Krimi, die mittlerweile auch als Schatzsucherin arbeitet, findet mit Hilfe einer alten Dame heraus, dass ein solches Flugzeug im Deutschen Museum in München ausgestellt wird. Während eines im Museum veranstalteten Kostümballs gelangen Eik, Katharina und Justus an das Flugzeug. Nachdem sie dort von den Auftragsmördern abgefangen wurden und das Bild eines Adlers mit Nest im Flugzeug sie nicht weiterbrachte, gelingt es ihnen, mit einem Heißluftballon vor ihren Verfolgern zu flüchten.
Katharina bringt sie auf die Idee, dass es sich bei dem Bild um einen Hinweis auf das Kehlsteinhaus handeln muss, das auch unter dem Namen Adlernest bekannt ist. In der Bernsteinkette finden sie inzwischen eingeschlossene Metallstücke, die zusammengesetzt einen Schlüssel ergeben. Im Kehlsteinlift öffnet der Schlüssel einen Zugang zu einem Schacht, an dessen Ende sich ein Raum mit einem Zuse Z3 befindet, der den nächsten Durchgang mit einem Rätsel versperrt. Über Einsteins Aussage „Gott würfelt nicht“ erhalten die Schatzsucher den entscheidenden Hinweis auf das Rätsel und die Tür öffnet sich.
Dahinter befinden sich tatsächlich das Bernsteinzimmer und die Heilpflanzen. Als die ihnen gefolgten van Hassel und Mila ebenfalls das Rätsel des Z3 lösen müssen, tippt Mila die falsche Lösung ein. Sie erhalten ebenfalls Zutritt zum Bernsteinzimmer, allerdings haben sie damit auch einen Selbstzerstörungsmechanismus ausgelöst, der mit Nitroglycerin funktioniert. Während den Schatzsuchern die Flucht über einen Schacht gelingt, kommen van Hassel und Mila in der Explosion um, die auch das Bernsteinzimmer zerstört. Die Schatzsucher fahren an den Strand, wo Krimi ihnen einen Ring zeigt, den sie von der alten Dame erhalten hat. Darin erkennt Justus einen Hinweis auf die Bundeslade.

## Hintergrund
Die Erstausstrahlung erfolgte am 16. September 2012 bei RTL, bereits am folgenden Tag wurde der Film auf DVD und Blu-ray veröffentlicht. Der Film wurde von Dreamtool Entertainment im Auftrag von RTL produziert und mit einem Budget von fünf Millionen Euro an 41 Drehtagen gedreht. Gefördert wurde das Projekt von der Film- und Medienstiftung NRW, dem FilmFernsehFonds Bayern und dem Medienboard Berlin-Brandenburg. Originalschauplätze in Deutschland sind Berlin, Sankt Peter-Ording, das Völkerschlachtdenkmal in Leipzig, das Deutsche Museum in München und das Kehlsteinhaus in den Berchtesgadener Alpen. Die Innenaufnahmen entstanden in einer Halle in Köln.
Der Produzent Stefan Raiser erklärte, dass je nach Erfolg des Filmes ein vierter Teil möglich sei, der dann die Bundeslade zum Thema haben soll. Bisher wurde allerdings kein weiterer Film in dieser Reihe produziert.

## Auszeichnungen
Der Film wurde als „TV-Movie des Jahres“ für den Publikums-Bambi 2012 nominiert.

## Kritiken
Im Lexikon des internationalen Films wird Die Jagd nach dem Bernsteinzimmer als „mit großem äußeren Aufwand produzierter Fernseh-Abenteuerfilm über eine quer durch Deutschland führende Schatzsuche“ beschrieben. Hans Hoff zeigt in seiner Kritik bei der Süddeutschen Zeitung, wie die Produzenten „aus einem Wissenschaftler-Abenteuer einen veritablen Popcorn-Comic“ fertigen. „Ab und an versucht der Regisseur Florian Baxmeyer jene Spur Ironie auszulegen, die den Indiana-Jones-Filmen den Reiz des komplett Durchgeknallten verleiht, aber leider hält der hoch gelobte Studenten-Oscar-Gewinner dieses Vorhaben immer nur kurz durch. Dann stürzt der Film wieder ab ins Krachbummkunstgewerbe.“ Ernst Corinth kommt in seiner Rezension für die Hannoversche Allgemeine Zeitung zu einem ähnlichen Fazit: „Diese Schnitzeljagd, die für fünf Millionen Euro für einen TV-Film recht aufwendig inszeniert ist, ist für Freunde knallbunter Abenteuerfilme einfach ein köstlicher Spaß. Besonders weil nicht nur die absolut sinnfreie Geschichte augenzwinkernd erzählt wird, sondern selbst die explosivsten Actioneinlagen bewusst eher lustig als dramatisch ernst wirken.“